# La Mystérieuse Lady
Pour plus de détails, voir Fiche technique et Distribution.
La Mystérieuse Lady est un film français réalisé par Robert Péguy, sorti en 1936.

## Fiche technique
- Titre : La Mystérieuse Lady
- Réalisation : Robert Péguy
- Scénario : Alfred Gragnon
- Photographie : Nicolas Hayer
- Musique : Jane Bos
- Production : Paris Clichy Films
- Format :  Noir et blanc - 35 mm - Son mono
- Pays d'origine :  France
- Durée : 87 minutes
- Date de sortie : 18 décembre 1936

## Distribution
- Gina Manès : Lady Leroy
- Fernand Mailly : le colonel Leroy
- Fernand Fabre : l'agent secret
- Simone Renant : la secrétaire
- Marcelle Yrven : l'aubergiste
- Jean Brochard
- Ky Duyen
- Philippe Hersent
- Marcel Vidal